# En Passant Pécho: Les Carottes Sont Cuites
En Passant Pécho: Les Carottes Sont Cuites è un film del 2021 diretto da Julien Hollande.

## Promozione
Il trailer è stato distribuito il 10 febbraio 2021.

## Distribuzione
Il film è uscito sulla piattaforma di streaming Netflix  il 10 febbraio 2021.